# هوگو کمبروس
هوگو کمبروس (انگلیسی: Hugo Camberos؛ زادهٔ ۲۱ ژانویهٔ ۲۰۰۷) بازیکن فوتبال است که در حال حاضر برای گوادالاخارا در پست هافبک بازی می‌کند.
وی همچنین در تیم‌های ملی فوتبال زیر ۱۵ سال، زیر ۱۷ سال و زیر ۱۹ سال مکزیک بازی کرده است.

## دوران باشگاهی
هوگو کمبروس فوتبالش را از آکادمی جوانان گوادالاخارا آغاز کرد. او اولین بازی حرفه‌ای خود را در ژانویهٔ ۲۰۲۴ برای تپاتیو، تیم ذخیرهٔ گوادالاخارا انجام داد.
در تاریخ ۱۱ ژانویهٔ ۲۰۲۵، کمبروس اولین بازی خود را برای گوادالاخارا انجام داد و در یک دیدار لیگ مقابل سانتوس لاگونا به میدان رفت. در ژوئیهٔ ۲۰۲۵، کمبروس به تیم اصلی باشگاه ارتقا یافت و در حال حاضر برای گوادالاخارا در پست مهاجم بازی می‌کند.